# 林損
林損（1891年—1940年），字公鐸，中国浙江瑞安人，著名学者。

## 生平
幼年時受教於舅父陳黻宸，22歲任北大教授，當時的北大校長胡仁源認為他的文學造詣“陳亮、葉適不能過也”。吳宓與之久談，“甚佩其人。此真通人，識解精博，與生平所信服之理，多相啟發印證”，林損長於記誦，許多古籍都能背誦，又持才傲物，喜歡喝酒罵座，與胡適論學不合。周作人《北大感舊錄》中說他的脾氣古怪，講話極為直率，近於不客氣。傅斯年竟說他是敗類。1934年4月文學院長胡適兼中文系主任，林損遭到解聘。許多人都認為是胡適排斥老教授。林损在《世界日报》复作一书，“蕞尔胡适，汝本礼贼”，“盍张尔弓，遗我一矢”。胡適並未回覆。晚年在台灣的胡適曾谈起林损说：“公铎的天分很高，整天喝酒，骂人，不用功，怎么能和人家竞争呢？天分高的不用功，也是不行的。”。著有《林公鐸先生全集》。